# Plummerella
Plummerella är ett släkte av insekter. Plummerella ingår i familjen dvärgstritar.
Kladogram enligt Catalogue of Life:
| Plummerella | \| \| Plummerella alpina \| \| \| \| \| \| Plummerella lineata \| \| \| \| |
|             | \| \| Plummerella alpina \| \| \| \| \| \| Plummerella lineata \| \| \| \| |
|             | Plummerella alpina                                                         |
|             |                                                                            |
|             | Plummerella lineata                                                        |
|             |                                                                            |